# 혜주 (2003년)
혜주 (본명: 홍혜주, 2003년 12월 9일~)는 대한민국의 걸 그룹 클라씨의 리더, 메인댄서이다. 2021년 방영한 MBC 오디션 프로그램《방과후 설렘》에 참가해 클라씨로 데뷔하였다.

## 생애

### 데뷔 전
초등학생 때 리듬체조와 발레, 무용을 배웠다. 블랙핑크의 〈휘파람〉을 듣고 가수를 꿈꾸게 되었다. 정신여자중학교 재학 시절에 춤을 좋아하는 같은 반 친구들과 취미로 댄스 팀 ‘트윅스’에서 동아리 활동을 했다. 2018년에 학교에서 열린 케이팝 콘테스트에서 트윅스 멤버들과 함께 1등을 차지했다. 처음에 부모님은 댄스 배우는걸 좋아하지 않았지만, 혜주가 자신이 춤추는 영상을 계속 보여드리자 생각을 바꾸고 딸을 자랑스럽게 여겼다.
2019년 서울공연예술고등학교 실용무용과 11기로 입학했다. 《캡틴》에 출연한 조민수, 《캡틴》과 《스트릿댄스 걸스 파이터》에 출연한 박혜림, 《걸스플래닛999 : 소녀대전》에서 케플러로 데뷔한 김다연 등과 동기였다. 재학 중에 청하의 백업 댄서가 되었을 때 아이돌이 되어 무대 위에 서고 싶다고 생각했다.
조민수, 박혜림과 같이 '홍.조.박' 팀을 결성하고 2019년 5월 25일 서울 송파구 구민회관에서 열린 제9회 대한민국 청소년 끼 페스티벌 서울·경기·인천 예선전에 참가해 본선에 진출했다. 그러나 본선에서는 상을 받지 못했다. 셋이서 같은 댄스학원에 다녔고, 2020년 6월 20일에는 학원에서 댄스쉐어를 진행하기도 했다. 같은 해 9월에 개최된 옵스킨 댄스 콘테스트에서 대상을 받았다.
2022년 2월 10일 서울공연예술고등학교를 졸업했다.

### 《방과후 설렘》 참가
2021년 10월 31일부터 2022년 2월 27일까지 《방과후 설렘》과 프리퀄  《등교전 망설임》에 출연해 데뷔에 성공했다.
《등교전 망설임》
《방과후 설렘》 타이틀곡 〈SAME SAME DIFFERENT〉 안무를 가르치던 아이키가 연습 중간에 자신있게 출 수 있는 사람을 찾자 이미희가 먼저 춤을 추고 칭찬을 받았다. 아이키가 이미희보다 더 잘할 수 있으면 나오라고 하자, 자신있게 손을 들고 나가 땀에 젖을 정도로 춤을 추고 아이키와 다른 학생들의 박수갈채를 받았다. 아이키는 제작진과의 인터뷰에서 스스로 나와 춤을 춘 이미희, 홍혜주, 최수민을 두고 “이변이 없는 이상 파이널까지 보내야겠다”고 했다. 같은 학년 김다솜은 홍혜주의 실력을 보고 데뷔할 수 있겠다고 여겼다.
2021년 10월 23일 쇼! 음악중심에서 방영된 〈SAME SAME DIFFERENT〉 전체 참가자 출연 무대에서 4학년 대표 센터로 무대에 올랐다.
이미희와 함께 팀을 짜고 앤마리의 〈Friends〉를 선곡해 입학식 무대를 준비했다. 중간점검에서 영지가 가장 먼저 〈Friends〉 팀을 부르자 둘이 창작한 후렴구 부분 안무를 추었다. 지켜보던 모든 사람들의 박수를 받았고 명형서는 멋있다며 감탄했다. 영지는 “그냥 멋있다”며 “너무 좋은 무대가 나올 것 같다”고 했고, 아이키는 “안정적으로 정말 적절하게 잘 만든 안무”라고 평가하면서도 포인트를 강조해야 한다는 지적도 했다. 우려하던 점을 지적받자 현대무용을 배운 이미희와 리듬체조를 배운 홍혜주가 각자의 특기를 살린 안무를 짜기로 하고 배틀 형식으로 무대를 준비했다.
두 번째 중간점검에서 지난번과 달리 춤과 노래를 같이 소화하자 홍혜주가 음이탈 실수를 했고, 이후 호흡이 불안정한 모습을 계속 보여서 많이 아쉽다는 지적을 받았다. 아이키는 〈Friends〉 팀을 두고 “퍼포먼스에 너무 치중되어 있고 전체적인 밸런스가 불안하다”며 가장 걱정되는 팀이라고 했다.
입학시험
입학식 무대 후에 4학년 김하리는 “너무 자랑스러워”라고 했고, 3학년 김현희는 너무 멋있다며 소름 돋았다고 했다. 아이키는 〈Friends〉 팀에 대해 최종 데뷔조에서 "댄스를 담당하면 굉장히 큰 역할을 할 수 있을 것 같다"고 했다. 심사위원 평가에서 둘 다 만점(4표)을 못 받고 3표에 그치자 아이키와 전소연 및 다른 학생들은 의외라는 반응을 보였다.
| 이름          | 이미희 | 홍혜주 |
| 심사위원 투표 | 3      | 3      |

  합격     탈락
1학기 중간고사(학년대항전)
4학년 미션곡으로 에스파 〈Balck Mamba〉가 공개되자 라이브 무대를 어떻게 할지 걱정했다. 4학년을 쉽게 이길 것 같다고 한 3학년 학생들이 대결 전에 4학년 연습실로 찾아오자, 기선제압을 위해 이미희, 송예림과 함께 〈Balck Mamba〉 칼군무를 보여주었다.
1학기 중간고사 미션은 10명으로 수행해야 했기에 중간 평가 후 일부 참가자가 탈락하게 되었다. 홍혜주는 탈락자 발표 전에 숙소에서 짐을 싼 후 침대에 드러누워 “왜 이렇게 사는 게 다 이러냐”고 탄식했다. 클라씨로 데뷔한 후 온라인 팬미팅에서 이 말이 방송에 나갈 줄 몰랐다고 했다.
중간고사 무대 전에 진행된 순위 발표식에서 23등으로 호명되었다. 첫 번째 리허설에서 4학년이 3학년보다 에너지가 약한 모습을 보이자 전소연이 개별적으로 보완할 점을 일러주었다. 두 번째 리허설 댄스 배틀 부분에서 홍혜주가 다리 찢기, 뒤구르기, 덤블링을 보여주자 3학년 팀의 이태림은 혜주 언니가 시선을 잡아끈다며 긴장한 기색을 드러냈다.
이태림이 리허설 때 홍혜주처럼 다리찢기를 하자 전소연은 홍혜주에게 이태림을 밀고, 다리찢기는 이태림 몸을 잡지 말고 혼자서 하고, 아예 따라하지 못하게 하라고 했다. 중간고사 무대에서 홍혜주가 자기 다리를 잡고 200도 각도로 찢자 이태림은 홍혜주만큼 다리를 찢지 못했다. 4학년이 승리한 후 개별 투표 2위를 차지했다.
| 중간고사 1라운드 무대 풀버전 영상 | 중간고사 1라운드 무대 풀버전 영상 | 중간고사 1라운드 무대 풀버전 영상 |
| --------------------------------- | --------------------------------- | --------------------------------- |
| 3학년                             | 현장투표 점수                     | 4학년                             |
| 블랙핑크 〈Pretty Savage〉        | 492 : 634                         | 에스파 〈Balck Mamba〉            |

| 김다솜 | 김유연 | 김인혜 | 김하리 | 명형서 | 송예림 | 윤채원 | 이미희 | 이유민 | 홍혜주 |
| 10     | 5      | 7      | 6      | 3      | 9      | 1      | 4      | 8      | 2      |

1학기 기말고사(콘셉트 평가)
김하리, 김다솜, 이유민과 함께 '끼많은 애' 팀을 선택했다. 무대 준비 기간에 4학년 학생들의 MBTI에 대해 이야기하는 영상을 찍었다. 이미희가 농담으로 홍혜주에게 '똘끼 많은 애'라고 하자 홍혜주도 스스로 "저는 똘끼가 많아서 끼 많은 애로 왔습니다"라며 농담을 받아주었다.
홍혜주는 〈I'm Not Cool〉의 1번·3번 파트를 하고 싶어했다. 1학년 김수빈도 1번 파트를 원했기에 둘이 각자 부르고 결정하기로 했다. 가장 언니인 김하리가 중심을 잘 잡아줄 수 있다는 이유로 홍혜주를 추천하자, 많이 어린 1학년 학생들은 눈치만 보며 선뜻 의견을 내놓지 못했다. 김수빈이 많이 아쉬워하자 홍혜주는 이유민 말대로 김수빈을 다독여 주었다. 설렘 파트(킬링 파트)는 중간평가 후에 1학년이 차지했다.
끼많은 애 무대 현장투표에서 4학년이 445점을 얻으며 468점을 얻은 1학년에게 패했다. 이 결과로 1학년에게 20점 앞서 있던 4학년이 역전패해 데뷔조 한 자리를 1학년이 차지하고, 4학년 김다솜이 탈락했다. 총점 3점 차이로 아쉽게 지자 홍혜주는 무대 후 인터뷰에서 "내가 뭔가를 더 했으면 결과가 달라졌을 수도 있겠다"라는 생각이 들어 마음이 힘들었다고 했다.
| 경연곡 : 현아 〈I'm Not Cool〉       | 경연곡 : 현아 〈I'm Not Cool〉       | 경연곡 : 현아 〈I'm Not Cool〉       | 경연곡 : 현아 〈I'm Not Cool〉       | 경연곡 : 현아 〈I'm Not Cool〉       | 경연곡 : 현아 〈I'm Not Cool〉       | 경연곡 : 현아 〈I'm Not Cool〉       | 경연곡 : 현아 〈I'm Not Cool〉       | 경연곡 : 현아 〈I'm Not Cool〉       |
| 1·4학년 '끼많은 애' 무대 풀버전 영상 | 1·4학년 '끼많은 애' 무대 풀버전 영상 | 1·4학년 '끼많은 애' 무대 풀버전 영상 | 1·4학년 '끼많은 애' 무대 풀버전 영상 | 1·4학년 '끼많은 애' 무대 풀버전 영상 | 1·4학년 '끼많은 애' 무대 풀버전 영상 | 1·4학년 '끼많은 애' 무대 풀버전 영상 | 1·4학년 '끼많은 애' 무대 풀버전 영상 | 1·4학년 '끼많은 애' 무대 풀버전 영상 |
| ------------------------------------ | ------------------------------------ | ------------------------------------ | ------------------------------------ | ------------------------------------ | ------------------------------------ | ------------------------------------ | ------------------------------------ | ------------------------------------ |
| 1학년(총점 1234)                     | 1학년(총점 1234)                     | 1학년(총점 1234)                     | 1학년(총점 1234)                     | 현장투표 점수                        | 4학년(총점 1231)                     | 4학년(총점 1231)                     | 4학년(총점 1231)                     | 4학년(총점 1231)                     |
| 김수빈                               | 성민채                               | 오유진                               | 정시우                               | 현장투표 점수                        | 김다솜                               | 김하리                               | 이유민                               | 홍혜주                               |
| 132                                  | 115                                  | 101                                  | 120                                  | 468 : 445                            | 96                                   | 127                                  | 107                                  | 115                                  |

2학기 중간고사(학년 연합 배틀)
3·4학년 댄스 포지션 배틀에 출전했다. 연습기간 중에 명형서, 김인혜와 같은 방을 쓰면서 4학년 숙소생활 영상을 촬영했다. 김인혜 촬영이 끝나고 명형서와 같이 찍을 때 홍혜주가 보여 드릴 게 없다고 하자 명형서가 “우리 둘의 케미를 보여드리면 돼”라고 하고는 둘이서 수십 분 동안 떠들었다. 결국 기다리다 못한 제작진이 카메라를 회수했다.
2학기 중간고사 무대를 시작하기 전에 진행된 순위 발표식에서 전보다 4단계 상승한 19위를 차지했다.
1·2학년 댄스팀 중간평가 무대를 보고는 인터뷰에서 "군무를 잘 맞춘 것 같지 않았다"고 했다. 3·4학년 중간평가 무대가 끝나고 안무를 완전히 익히지 못한 김하리, 김유연, 유재현에게 〈Power〉 안무의 박자를 맞춰 춤추는 방법을 보여주었다. 그 뒤에 김유연이 팔 올리는 부분을 물어보자 하자 어떻게 해야 하는지 알려주었다. 중간고사 무대에서 1·2학년 댄스팀을 크게 이겼다.
| 1·2학년 무대 풀버전 영상            | 1·2학년 무대 풀버전 영상            | 1·2학년 무대 풀버전 영상            | 1·2학년 무대 풀버전 영상            | 1·2학년 무대 풀버전 영상            | 1·2학년 무대 풀버전 영상            |               | 3·4학년 무대 풀버전 영상    | 3·4학년 무대 풀버전 영상    | 3·4학년 무대 풀버전 영상    | 3·4학년 무대 풀버전 영상    | 3·4학년 무대 풀버전 영상    |
| ----------------------------------- | ----------------------------------- | ----------------------------------- | ----------------------------------- | ----------------------------------- | ----------------------------------- | ------------- | --------------------------- | --------------------------- | --------------------------- | --------------------------- | --------------------------- |
| 1·2학년 NCT DREAM 〈맛(Hot Sauce)〉 | 1·2학년 NCT DREAM 〈맛(Hot Sauce)〉 | 1·2학년 NCT DREAM 〈맛(Hot Sauce)〉 | 1·2학년 NCT DREAM 〈맛(Hot Sauce)〉 | 1·2학년 NCT DREAM 〈맛(Hot Sauce)〉 | 1·2학년 NCT DREAM 〈맛(Hot Sauce)〉 | 현장투표 점수 | 3·4학년 리틀 믹스 〈Power〉 | 3·4학년 리틀 믹스 〈Power〉 | 3·4학년 리틀 믹스 〈Power〉 | 3·4학년 리틀 믹스 〈Power〉 | 3·4학년 리틀 믹스 〈Power〉 |
| 정유주                              | 김선유                              | 보미세라                            | 오유진                              | 김수빈                              | 윤승주                              | 190 : 810     | 유재현                      | 이태림                      | 최윤정                      |                             |                             |
| 이지원                              | 박효원                              | 조수이                              | 타케이 카리나                       | 타케이 카리나                       |                                     | 190 : 810     | 김하리                      | 김유연                      | 송예림                      | 김인혜                      | 홍혜주                      |

  1학년     2학년     3학년     4학년
2학기 기말고사(데뷔조 선발전)
2학기 기말고사 경연곡으로 (여자)아이들의 〈Uh-Oh〉를 선택했다. 현장투표 결과 5위에 그쳐 2자리밖에 없는 4학년 데뷔조에 포함되지 못했다.
| 경연곡 : 여자친구 〈밤〉 · (여자)아이들 〈Uh-Oh〉 | 경연곡 : 여자친구 〈밤〉 · (여자)아이들 〈Uh-Oh〉 | 경연곡 : 여자친구 〈밤〉 · (여자)아이들 〈Uh-Oh〉 | 경연곡 : 여자친구 〈밤〉 · (여자)아이들 〈Uh-Oh〉 | 경연곡 : 여자친구 〈밤〉 · (여자)아이들 〈Uh-Oh〉 | 경연곡 : 여자친구 〈밤〉 · (여자)아이들 〈Uh-Oh〉 | 경연곡 : 여자친구 〈밤〉 · (여자)아이들 〈Uh-Oh〉 | 경연곡 : 여자친구 〈밤〉 · (여자)아이들 〈Uh-Oh〉 |
| 4학년 무대 풀버전 영상                            | 4학년 무대 풀버전 영상                            | 4학년 무대 풀버전 영상                            | 4학년 무대 풀버전 영상                            | 4학년 무대 풀버전 영상                            | 4학년 무대 풀버전 영상                            | 4학년 무대 풀버전 영상                            | 4학년 무대 풀버전 영상                            |
| ------------------------------------------------- | ------------------------------------------------- | ------------------------------------------------- | ------------------------------------------------- | ------------------------------------------------- | ------------------------------------------------- | ------------------------------------------------- | ------------------------------------------------- |
| 김유연                                            | 김하리                                            | 명형서                                            | 이미희                                            | 김인혜                                            | 송예림                                            | 윤채원                                            | 홍혜주                                            |
| 6                                                 | 7                                                 | 1                                                 | 3                                                 | 3                                                 | 8                                                 | 2                                                 | 5                                                 |

| 첫번째 데뷔조 명단 |        |        |        |        |        |        |
| 박보은             | 김선유 | 김리원 | 김윤서 | 김현희 | 김유연 | 윤채원 |

세미파이널(데뷔조 자리 뺏기)
그 팀의 강점? 홍혜주!— 이미희.  《방과후 설렘》 10회에서

이겨야지 무조건. 칼군무로 어떻게든 맞출 거야.
다 똑같이 만들 거야. 복제인간처럼.— 홍혜주. 도전조 대결 준비과정에서 이길 수 있는지 묻는 최윤정에게

윤균상이 어떤 곡이 나오든 이길 수 있는 데뷔조 학생을 선택하라고 하자 김윤서를 선택했다. 김윤서가 자신에게 온 도전조 4명(홍혜주, 김인혜, 이태림, 이영채) 중에서 곧바로 홍혜주를 선택하자, 홍혜주는 인터뷰에서 아직 보여준게 많이 없다는 생각이 들었다며 씁쓸한 감정을 드러냈다.
도전조 A·B 미션곡을 정할 때 이영채와 거의 동시에 A팀 노래인 에버글로우 〈DUN DUN〉을 선택했다. 그러나 코끼리코 10바퀴를 돌면서 너무 앞으로 나와 출발했기 때문에 이영채에게 자리를 내주고 B팀으로 밀려나 ITZY의 〈마.피.아. In the morning〉을 준비하게 되었다.
선후공을 정하기 위해 릴레이 다리 찢기 게임을 하게 되자 홍혜주는 다리를 180도로 찢고는 이러고 잠도 잔다며 자신만만해 했다. B팀 릴레이 게임에서 마지막 주자로 나와서 다리를 좌우 180도로 찢는 유연함을 보여주었다. 게임이 끝나고 몸이 뻣뻣해 잘 움직이지 못하는 명형서를 최윤정과 함께 부축하며 나갔다. 뒤이어 시작한 A팀이 길이를 필사적으로 늘리는 바람에 B팀은 선공, A팀은 후공이 되었다.
A팀이 팀원들의 의견을 취합해 각자에게 가장 어울리는 파트를 빠르게 정하고 순조롭게 진행하는 반면, B팀은 하고 싶은 파트를 두고 팀원끼리 경쟁하자 홍혜주는 아쉬워하면서도 파트가 적절하게 배분되도록 노력했다. A팀이 안무와 대형을 금방 맞췄는데 B팀은 의견 조율이 잘 되지 않아서 안무도 정하지 못하자, 보다 못해 나서서 연습을 주도했다. 칼군무로 어떻게든 복제인간처럼 맞추겠다고 하고 될 때까지 계속 연습해 안무를 완성했다. B팀 명형서는 "혜주가 중심을 딱 잡아준 느낌이었어요"라고 했다. A팀 이미희는 B팀의 강점이 홍혜주라고 했고, 김하리는 홍혜주가 가장 무섭다고 했다. 당시 생존자 21명 중에서 온라인 투표 14위에 머물렀던 홍혜주는 어떻게든 이겨야 한다는 생각으로 자신이 뒤구르기와 앞구르기를 연이어서 하는 안무를 넣었다.
B팀이 리허설에서 여러 모로 불안정한 모습을 보이자 A팀의 김하리, 김인혜와 원지민은 인터뷰에서 이길 수 있다는 자신감을 드러냈다. 홍혜주는 A팀 에너지가 좋아서 밀리면 지겠다고 생각하고 리허설 후에 팀원들을 모아 계속 디테일을 맞추며 이기기 위해 노력했다.
세미파이널에서 도전조 양팀 학생들이 모두 무대에 올랐을 때, 윤균상이 B팀에 우리팀이 더 잘 짜여졌다고 생각하는 학생이 있냐고 묻자 바로 손을 들었다. B팀 무대가 시작되기 직전에도 에너지를 강조하며 팀원들을 고무했다. 〈마.피.아. In the morning〉 무대에서 뒤구르기와 앞구르기를 보여주자 많은 사람들이 감탄했다. 3학년 담임 옥주현은 소름 끼친다고 했고, B팀 무대가 끝나자 전소연에게 “혜주 너무 멋있다”고 했다. 1학년 담임 아이키는 심사평에서 B팀 무대 에너지가 너무 좋았고, 홍혜주가 보여준 안무는 댄서들도 하기 어려운 동작이라고 했다. 명형서는 이 무대에 대해 에너지가 가장 잘 나온 무대라고 했다. 홍혜주가 주도한 B팀이 A팀을 이겨서 B팀 팀원들이 데뷔조와 1:1로 대결하게 되었다. 윤균상이 소감을 묻자 눈물을 흘리며 "사실 (1:1 대결을) 못할 수도 있다는 생각이 컸는데 도전할 수 있어서 너무 기쁩니다"라고 말했다.
| 도전조 A조 : B조 무대 풀버전 영상 | 도전조 A조 : B조 무대 풀버전 영상 | 도전조 A조 : B조 무대 풀버전 영상 | 도전조 A조 : B조 무대 풀버전 영상 | 도전조 A조 : B조 무대 풀버전 영상 | 도전조 A조 : B조 무대 풀버전 영상 | 도전조 A조 : B조 무대 풀버전 영상 | 도전조 A조 : B조 무대 풀버전 영상 | 도전조 A조 : B조 무대 풀버전 영상            | 도전조 A조 : B조 무대 풀버전 영상            | 도전조 A조 : B조 무대 풀버전 영상            | 도전조 A조 : B조 무대 풀버전 영상            | 도전조 A조 : B조 무대 풀버전 영상            | 도전조 A조 : B조 무대 풀버전 영상            | 도전조 A조 : B조 무대 풀버전 영상            |
| --------------------------------- | --------------------------------- | --------------------------------- | --------------------------------- | --------------------------------- | --------------------------------- | --------------------------------- | --------------------------------- | -------------------------------------------- | -------------------------------------------- | -------------------------------------------- | -------------------------------------------- | -------------------------------------------- | -------------------------------------------- | -------------------------------------------- |
| 도전조 A조 에버글로우 〈DUN DUN〉 | 도전조 A조 에버글로우 〈DUN DUN〉 | 도전조 A조 에버글로우 〈DUN DUN〉 | 도전조 A조 에버글로우 〈DUN DUN〉 | 도전조 A조 에버글로우 〈DUN DUN〉 | 도전조 A조 에버글로우 〈DUN DUN〉 | 도전조 A조 에버글로우 〈DUN DUN〉 | 심사위원 점수                     | 도전조 B조 ITZY 〈마.피.아. In the morning〉 | 도전조 B조 ITZY 〈마.피.아. In the morning〉 | 도전조 B조 ITZY 〈마.피.아. In the morning〉 | 도전조 B조 ITZY 〈마.피.아. In the morning〉 | 도전조 B조 ITZY 〈마.피.아. In the morning〉 | 도전조 B조 ITZY 〈마.피.아. In the morning〉 | 도전조 B조 ITZY 〈마.피.아. In the morning〉 |
| 김수빈                            | 이영채                            | 원지민                            | 오지은                            | 김하리                            | 이미희                            | 김인혜                            | 282 : 356                         | 윤승주                                       | 미나미                                       | 이지우                                       | 이태림                                       | 최윤정                                       | 명형서                                       | 홍혜주                                       |

  1학년     2학년     3학년     4학년

〈Come Back Home〉 무대 구성을 김윤서, 이영채와 의논할 때 홍혜주가 댄스 브레이크를 넣길 희망하자 김윤서도 자작 랩을 넣자고 제안해 둘 다 무대 구성에 포함되었다. 중간 점검에서 전소연에게 랩을 할 때 동작이 어색하고 발성도 김윤서에 비해 약하다고 지적받아 계속 다시 했다.
전소연은 인터뷰에서 홍혜주를 두고 잘 하는데 애매하다며 장점을 살려 주고 싶었다고 했다. 홍혜주는 아이돌로 데뷔하고 싶다는 간절함을 나타내며 "데뷔조에 드는 것도 중요하지만, 탈락하더라도 후회 없는 무대를 만들"겠다고 했다.
〈Come Back Home〉 무대에 오르기 전에 명형서와 이야기하면서 데뷔조가 되는 길이 너무 먼 것 같다고 했다. 김윤서와 1:1 무대를 마친 후 전소연이 "두 친구 무대가 제일 좋았어요"라고 하자 아이키도 동의했다. 현장투표 결과가 공개되기 전에 전소연은 홍혜주가 이렇게 잘하는걸 처음 봤다고 했다.
승리가 확정되고 데뷔조 자리를 차지하자 감격의 눈물을 흘렸다. 윤균상이 소감을 묻자 울먹이며 "(데뷔조 자리가) 먼 자리라고 생각했는데 (저를) 보여드린 것 같아 너무 감사해요"라고 했다. 김현희는 무대 결과를 두고 "혜주 언니가 인간 승리했다"고 했다. 전소연은 본인 색깔을 찾으려고 노력했고 장점도 극대화했다고 평했다.
| 경연곡 : 2NE1 〈Come Back Home〉 | 경연곡 : 2NE1 〈Come Back Home〉 | 경연곡 : 2NE1 〈Come Back Home〉 |
| 김윤서·홍혜주 무대 풀버전 영상   | 김윤서·홍혜주 무대 풀버전 영상   | 김윤서·홍혜주 무대 풀버전 영상   |
| -------------------------------- | -------------------------------- | -------------------------------- |
| 데뷔조                           | 현장투표 점수                    | 도전조                           |
| 김윤서                           | 140 : 241                        | 홍혜주                           |

| 두번째 데뷔조 명단 |        |        |        |        |        |        |
| 박보은             | 미나미 | 최윤정 | 김유연 | 명형서 | 윤채원 | 홍혜주 |

특별활동
팬이 쪽지를 보내 림보 몇cm까지 내려가는지 궁금하다고 해서 림보로 유연성 테스트를 했다. 홍혜주 외에 이미희, 김하리, 김인혜, 이태림, 오지은이 자발적으로 도전했고, 김유연은 이름에 '유연'이 들어간다고 해서 다른 사람들에게 이끌려 나왔다.
120cm부터 도전을 시작해서 70cm부터는 혼자 도전했다. 65cm 높이를 통과하자 다들 놀랐고, 자신도 성공을 예상 못했는지 "이게 되네?"라고 했다.
'고요 속의 외침' 게임에서 홍혜주는 뒤에 있던 원지민이 한 말을 계속 정확하게 전달했으나 다른 사람들이 전달하는 과정에서 엉뚱한 말로 변해 점수를 얻지 못했다.
겨울캠프(온라인 팬미팅)
2022년 동계 올림픽으로 11회·12회 방송이 연기되어 네이버 나우에서 방영한 온라인 팬미팅에 참가했다. 2월 6일 방영한 첫 번째 온라인 팬미팅 랜덤 댄스 미션에서 홍혜주 차례에 2NE1의 〈Come Back Home〉이 나오자 다들 놀라면서 "이건 언니 곡이에요"라고 말하기도 했다. 머리를 흔들면서 춤을 추다가 머리띠가 날아가자, 춤이 끝난 뒤에 이미희가 주워 주었다. 무대에서 긴장하지 않기 위해 카메라만 본다고 했다. 진행을 맡은 권은비가 만나고 싶은 롤모델을 묻자 유재석 선배님을 꼭 만나뵙고 싶다고 했다.
2월 13일 두 번째 온라인 팬미팅에서 '어' 팀의 조장을 맡았다. 눈을 가리고 상자 안에 있는 물건을 맞히는 게임에서 팀을 대표해 나간 박보은이 오지은과 이영채에 비해 추측을 잘하지 못하자 체인지 카드를 써서 김리원으로 바꾸었다.
춤으로 60초 동안 노래를 맞히는 '댄스 댄스' 게임에서 '어' 팀을 대표해 나가서 노래 안무를 보여주었다. '어' 팀은 9문제를 맞췄으나 미나미가 문제를 낸 '윈' 팀이 10문제를 빠르게 다 맞히는 바람에 이기지 못했다. 온라인 팬미팅 종료 후 오후 11시 20분부터 네이버 바이브 보이스 팬미팅으로 팬들과 소통하는 시간을 가졌다.
졸업여행
졸업여행으로 속초에 갔을 때 바닷가에서 이미희와 같이 놀았다. 데뷔조 멤버들과 함께 오렌지캬라멜의 〈까탈레나〉를 부르고는 옆돌기와 뒤구르기를 하며 돌아다녔다. 도전조가 노래를 부를 때 머리를 흔들며 신나게 놀았다.
베네핏 5만 점이 걸린 대결을 앞두고 생방송 무대에서 선보일 신곡 〈LIONS〉와 〈SONIC BOOM〉이 공개되자 데뷔조와 도전조 모두 〈SONIC BOOM〉을 하고 싶어했다. 데뷔조가 신곡 선택권으로 〈SONIC BOOM〉을 고르자 홍혜주는 데뷔조가 된 보람이 있다며 좋아했다.
《쇼! 음악중심》 출연
2월 26일 방영된 《쇼! 음악중심》 756회에 파이널 진출 참가자들과 공동 출연했다. 제이위버 <Jtrap> 무대가 끝난 후 진행된 단체 인터뷰에서 최윤정과 함께 〈SONIC BOOM〉의 포인트 안무를 보여주었다. 도전조 무대가 끝난 후에 데뷔조 멤버들과 신곡 〈SONIC BOOM〉 1절 부분을 공연했다.
파이널 생방송
2022년 2월 27일 파이널 생방송에서 신곡 〈DREAMING〉 무대를 마치고 공개된 온라인 투표 순위에서 55156.9점으로 8위를 차지했다. 생방송 투표 중간집계에서 김리원, 김유연, 이영채와 함께 7위 후보로 공개되었다.
2라운드 무대를 마친 후 데뷔조와 도전조 중에서 이긴 팀을 발표하기 전에 윤균상이 모든 무대를 끝낸 소감이 어떠냐고 묻자, 같이 연습했던 데뷔조 멤버들과 좋은 무대를 만들 수 있어서 재밌었고 고맙다고 얘기하고 싶다고 했다. 심사 결과 데뷔조가 도전조에게 패했다.
| 무대 영상 : 〈DREAMING〉 · 〈SONIC BOOM〉          | 무대 영상 : 〈DREAMING〉 · 〈SONIC BOOM〉          | 무대 영상 : 〈DREAMING〉 · 〈SONIC BOOM〉          | 무대 영상 : 〈DREAMING〉 · 〈SONIC BOOM〉          | 무대 영상 : 〈DREAMING〉 · 〈SONIC BOOM〉          | 무대 영상 : 〈DREAMING〉 · 〈SONIC BOOM〉          | 무대 영상 : 〈DREAMING〉 · 〈SONIC BOOM〉          |               | 무대 영상 : 〈SUN〉 · 〈LIONS〉          | 무대 영상 : 〈SUN〉 · 〈LIONS〉          | 무대 영상 : 〈SUN〉 · 〈LIONS〉          | 무대 영상 : 〈SUN〉 · 〈LIONS〉          | 무대 영상 : 〈SUN〉 · 〈LIONS〉          | 무대 영상 : 〈SUN〉 · 〈LIONS〉          | 무대 영상 : 〈SUN〉 · 〈LIONS〉          |
| -------------------------------------------------- | -------------------------------------------------- | -------------------------------------------------- | -------------------------------------------------- | -------------------------------------------------- | -------------------------------------------------- | -------------------------------------------------- | ------------- | ---------------------------------------- | ---------------------------------------- | ---------------------------------------- | ---------------------------------------- | ---------------------------------------- | ---------------------------------------- | ---------------------------------------- |
| 데뷔조 1라운드 〈DREAMING〉 2라운드 〈SONIC BOOM〉 | 데뷔조 1라운드 〈DREAMING〉 2라운드 〈SONIC BOOM〉 | 데뷔조 1라운드 〈DREAMING〉 2라운드 〈SONIC BOOM〉 | 데뷔조 1라운드 〈DREAMING〉 2라운드 〈SONIC BOOM〉 | 데뷔조 1라운드 〈DREAMING〉 2라운드 〈SONIC BOOM〉 | 데뷔조 1라운드 〈DREAMING〉 2라운드 〈SONIC BOOM〉 | 데뷔조 1라운드 〈DREAMING〉 2라운드 〈SONIC BOOM〉 | 심사위원 점수 | 도전조 1라운드 〈SUN〉 2라운드 〈LIONS〉 | 도전조 1라운드 〈SUN〉 2라운드 〈LIONS〉 | 도전조 1라운드 〈SUN〉 2라운드 〈LIONS〉 | 도전조 1라운드 〈SUN〉 2라운드 〈LIONS〉 | 도전조 1라운드 〈SUN〉 2라운드 〈LIONS〉 | 도전조 1라운드 〈SUN〉 2라운드 〈LIONS〉 | 도전조 1라운드 〈SUN〉 2라운드 〈LIONS〉 |
| 박보은                                             | 미나미                                             | 최윤정                                             | 김유연                                             | 명형서                                             | 윤채원                                             | 홍혜주                                             | 360 : 479     | 김선유                                   | 이영채                                   | 김리원                                   | 원지민                                   | 김윤서                                   | 김현희                                   | 이미희                                   |

- 심사위원 1명이 개별 라운드 무대에 최고 100점까지 줄 수 있다.
- 옥주현은 생방송에 출연하지 못했기 때문에 아이키, 권유리, 전소연만 심사했다.
- 전소연은 도전조 1라운드곡 〈SUN〉의 작사·작곡에 참여했기에 공정성을 위해 2라운드만 평가했다. 그러므로 전체 만점은 500점이 된다.

도전조에게 베네핏 5만 점을 내주었기에 데뷔하기 어려울 수도 있다고 생각했다. 4위 발표를 앞두고 홍혜주 옆에 있던 최윤정이 "언니 아니에요?"라고 하자 절대 아니라고 했다. 21만 0647.9점을 얻어 4위로 호명되자, 자기 이름이 불려서 정말 믿기지 않았다고 보이스 팬미팅에서 밝혔다. 데뷔가 확정되자 옆에 있던 데뷔조 멤버들의 축하를 받았고, 도전조의 이미희는 홍혜주가 있는 곳까지 와서 축하해 주었다.
이제는 완전 내려놓고 있었는데, 이렇게 높은 순위로 데뷔하게 되어서 기쁘구요.
저를 응원해주신 분들한테 진심으로 감사하다는 말씀 드리고 싶습니다.— 데뷔 확정 후 소감

데뷔조·도전조 멤버들과 선생님들에게도 감사하다고 인사했다. 생방송이 끝난 직후에 진행한 보이스 팬미팅에서 팬들에게 베네핏을 받지 못해 데뷔할 줄 몰랐는데 투표해 주셔서 감사하다고 하고 팬들과 함께 기쁨을 나누었다. 가족들이 데뷔 소감에서 언급되지 않아 아쉬워하자 3월 6일 온라인 팬미팅에서 가족들에게 감사 인사를 전했다.
| 최종 데뷔조 명단 |        |        |        |        |        |        |
| 1위              | 2위    | 3위    | 4위    | 5위    | 6위    | 7위    |
| 원지민           | 김선유 | 명형서 | 홍혜주 | 김리원 | 박보은 | 윤채원 |

### 클라씨(2022~ )
클라씨 결성 직후인 2022년 3월 3일부터 8일까지 음악방송 5개를 연속 출연했다. 3월 6일 온라인 팬미팅에서 지민이 혜주가 없었으면 3일만에 〈SURPRISE〉 안무 퀄리티가 지금만큼 안나왔을 거라고 하자 다른 멤버들도 동의했다. 3월 19일 TV 도쿄와의 인터뷰에서 혜주가 클라씨 리더로 밝혀졌다. 인터뷰에서 롤모델은 4학년 담임이었던 전소연이고, 실력·매력·인품을 모두 갖춘 클라씨가 차원이 다른 케이팝 그룹으로 성장하는 것이 목표라고 했다. 5월 5일 미니 앨범 1집 Y 《CLASS IS OVER》 발매와 함께 클라씨 멤버로 정식 데뷔하였다. 5월 18일 방영된 《주간 아이돌》 562회에서 림보 50cm 높이를 통과하면서 프로그램 자체 신기록을 세웠다.

## 학력
- 정신여자중학교 (졸업)
- 서울공연예술고등학교 실용무용과 11기 (졸업)

## 음반
- 클라씨 음반은 클라씨 음반 목록을 참고하십시오.

## 음반 외 활동

### TV 프로그램
| 날짜                  | 방송사 | 제목              | 역할         | 비고                   |
| --------------------- | ------ | ----------------- | ------------ | ---------------------- |
| 2021.10.31~2021.11.23 | MBC    | 《등교전 망설임》 | 4학년 참가자 | 《방과후 설렘》 프리퀄 |
| 2021.11.31~2022.2.27  | MBC    | 《방과후 설렘》   | 4학년 참가자 | 오디션 프로그램        |
| 2022.9.14             | 엠넷   | 《TMI 뉴스쇼》    | 객원기자     | 형서, 보은과 공동 출연 |